# Тапио, Кари
Ка́ри Та́пио (настоящее имя — Ка́ри Та́пани Я́лканен, фин. Kari Tapani Jalkanen; 22 ноября 1945, Суоненйоки — 7 декабря 2010 Эспоо) — финский певец.

## Биография
Родился 22 ноября 1945 года в Суоненйоки. До начала эстрадной деятельности Тапио работал в типографии рабочим. Творческую карьеру Кари Тапио начинал в 60-х годах в таких ансамблях как ER-Quartet и Jami & The Noisemakers. В 1966 году он брал уроки пения у оперного певца Туре Ара.
Большое влияние на творчество Кари Тапио оказала фольклорная музыка. Также он создал множество финских версий песен Джонни Кэша, Вейлона Дженнингса, Тото Кутуньо и Криса Кристофферсона.
Среди его наиболее популярных песен в последние годы можно назвать «Olen suomalainen» («Я — финн»), «Myrskyn jälkeen» («После бури»), «En pyydä paljon» («Не прошу многого»).
Кари Тапио был награждён множеством премий, в том числе «Эмма» (1999, 2005) и «Искелмя-Финляндия» (2003).
В 1964 году певец женился на Пие Вихериаваара, в браке родилось трое детей — Яни, Яри и Йона Ялканен.

### Альбомы
- Aikapommi (1974) (совместно с Эркки Лийканеном)
- Nostalgiaa (1976)
- Klabbi (1976)
- Kaipuu (1977)
- Kari Tapio (1979)
- Jää vierellein (1981)
- Olen suomalainen (1983)
- Ovi elämään (1984)
- Osa minusta (1986)
- Elämän viulut (1987)
- Tää kaipuu (1988)
- Aikaan täysikuun (1990)
- Yön tuuli vain (1992)
- Sinitaikaa (1993)
- Laulaja (1994)
- Myrskyn jälkeen (1995) #23
- Meren kuisketta (1997) #9
- Sinut tulen aina muistamaan (1998) #7
- Valoon päin (1999) #5
- Bella Capri (2000) #6
- Kari Tapio konserttilavalla (2001) #30
- Joulun tarina (2001)
- Juna kulkee (2003) #4
- Toiset on luotuja kulkemaan (2004) #5
- Paalupaikka (2005) #5
- Kuin taivaisiin (2007) #1
- Kaksi maailmaa (March 26, 2008)

### Компиляции
- 28 suosituinta levytystä (1987)
- Toivotut (1992)
- Viisitoista kesää (1995)
- 20 suosikkia — Olen suomalainen (1995)
- 20 suosikkia — Luoksesi Tukholmaan (1997)
- Parhaat (1997)
- Kaikki parhaat (1999) #2
- 20 suosikkia — Kulkurin kyyneleet (2001)
- 20 suosikkia — Sanoit liian paljon (2001)
- Kaikkien aikojen parhaat — 40 klassikkoa (2002) #17
- Nostalgia (2005)
- Lauluja rakkaudesta (2006) #13